# Homole (okres České Budějovice)
Obec Homole (pomnožné, tedy ty Homole, lidově Homoly, německy Hummeln) se nachází v okrese České Budějovice, kraj Jihočeský, zhruba 5 km jihozápadně od centra Českých Budějovic. Žije zde přibližně 1 700 obyvatel.

## Části obce
Obec Homole se skládá ze tří částí, které všechny leží v katastrálním území Homole.

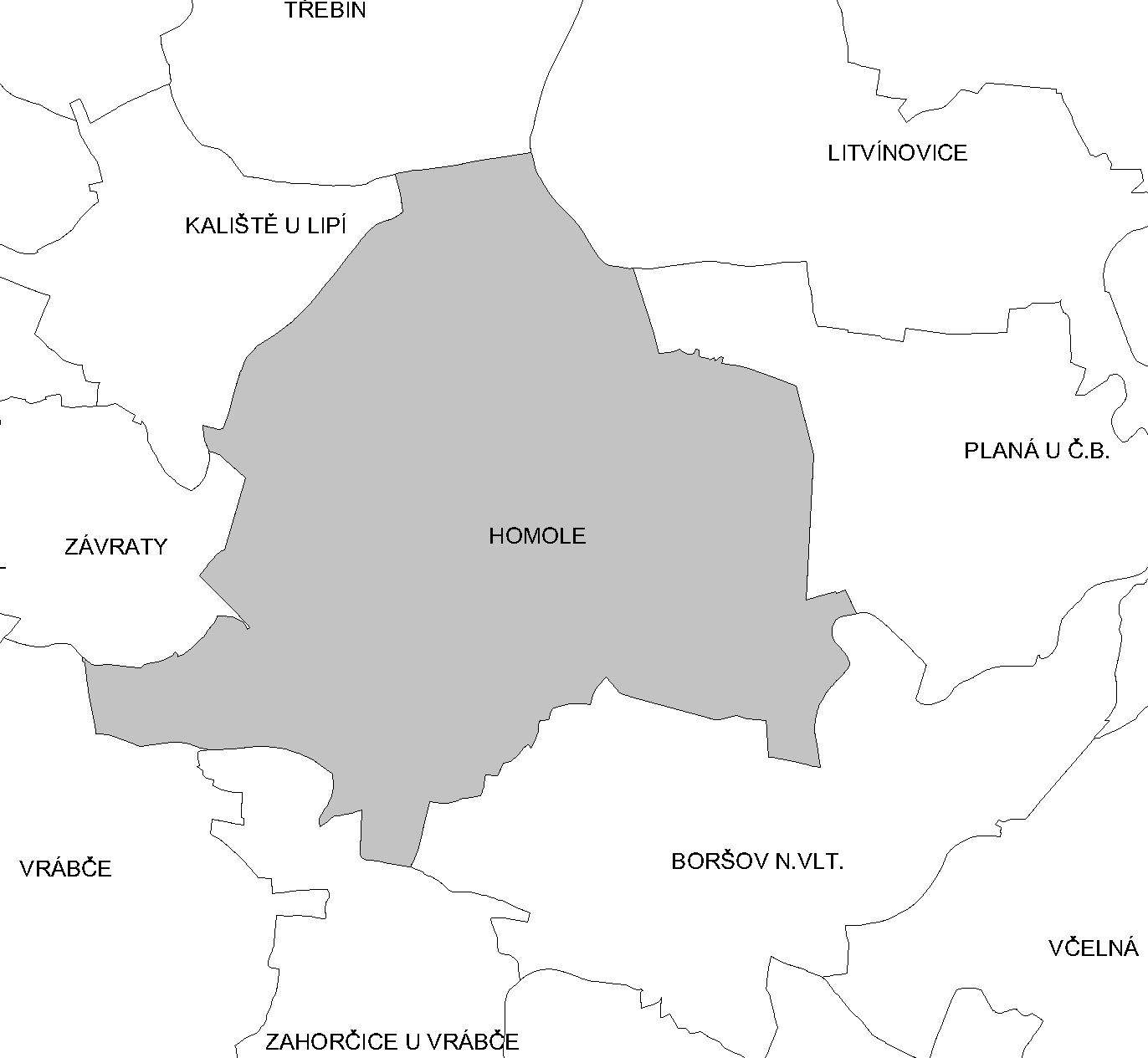
Katastrální území Homole

- Homole
- Černý Dub
- Nové Homole

## Historie
První písemná zmínka o vsi (Hommili) pochází z roku 1362, kdy bratři Petr, Jošt, Oldřich, a Jan z Rožmberka listinou potvrdili příjmy z ní klášteru v Českém Krumlově.
Na začátku 17. století daroval Petr Vok z Rožmberka Homole svému komorníkovi Janu Hagenovi ze Švarcpachu, jeho syn Jan ml. je prokazatelně držel ještě v roce 1625. Od roku 1687 patřily Homole městu České Budějovice, po zrušení poddanství jsou od roku 1850 až podnes samostatnou obcí. Z národnostního hlediska představovaly Homole v minulosti smíšenou ves, kupř. roku 1910 byl podíl Němců a Čechů přibližně 51 ku 49 procentům.
Do roku 1990 byla součástí Homol i Planá.
Dne 12. června 1960 byly k obci připojeny osady Hradce a Závraty. Hradce se osamostatnily 23. listopadu 1990, Závraty od roku 1992.

### Starostové
- 2006–2014 Marie Štěpánková
- 2014–2018 Jaroslava Heřmánková

## Pamětihodnosti
- Sýpka s branou čp. 1 na návsi v Homolích, kulturní památka
- Kaple sv. Josefa na návsi v Homolích, novogotická z poloviny 19. století
- Kaple Nejsvětějšího Srdce Páně, na návsi v Nových Homolích, kulturní památka. Konají se zde pouti.
- pivovar v Černém Dubu, kulturní památka
- pochází odtud Světice z Homol, dnes uložená v Alšově galerii

## Doprava
Severně od Homole se v katastrálním území obce nachází letiště České Budějovice, které zasahuje také do katastrálního území sousední obce Planá.